# Sinh vật đáy

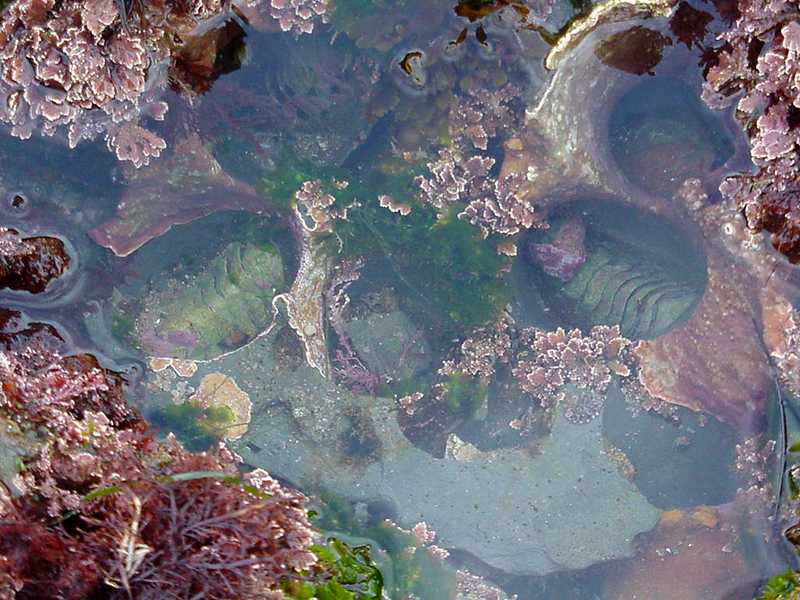
Cỏ biển và hai con Polyplacophora trong ao thủy triều.

Sinh vật đáy là những quần xã sinh vật sống trên hoặc gần đáy biển. Quần xã này sống trong hoặc gần các môi trường trầm tích biển, từ các vùng triều đến thềm lục địa, và xuống đến đới biển thẳm.
Nhiều sinh vật thích nghi với áp lực cột nước sâu mà chúng không thể sống được ở những vùng nước gần bề mặt. Sự chênh lệch áp lực rất đáng kể (tăng khoảng 1 atm mỗi 10 mét nước xuống sâu).
Do ánh sáng không thể xuyên xuống vùng nước dưới sâu của đại dương, nguồn năng lượng của hệ sinh thái dưới đáy sâu thường là các vật chất hữu cơ chìm xuống từ tầng mặt. Những vật chất phân hủy này duy trì chuỗi thức thức ăn dưới sâu; hầu hết sinh vật tầng đáy là các sinh vật ăn xác thối.
Sinh vật đáy cũng dùng để chỉ những sinh vật sống dưới đáy của các vực nước ngọt như sông, suối, ao, hồ.

## Nguồn thức ăn

Ảnh hưởng của hiện tượng phú dưỡng lên sinh vật đáy ở biển.